# Município de Jackson (condado de Highland, Ohio)
O município de Jackson (em inglês: Jackson Township) é um município localizado no condado de Highland no estado estadounidense de Ohio. No ano de 2010 tinha uma população de 1.094 habitantes e uma densidade populacional de 16,36 pessoas por km².

## Geografia
O município de Jackson encontra-se localizado nas coordenadas 39° 03′ 49″ N, 83° 31′ 56″ O. Segundo a Departamento do Censo dos Estados Unidos, o município tem uma superfície total de 66.89 km², da qual 66,89 km² correspondem a terra firme e (0 %) 0 km² é água.

## Demografia
Segundo o censo de 2010, tinha 1.094 habitantes residindo no município de Jackson. A densidade populacional era de 16,36 hab./km². Dos 1.094 habitantes, o município de Jackson estava composto pelo 97,53 % brancos, o 0,55 % eram afroamericanos, o 0,18 % eram amerindios, o 0,37 % eram asiáticos e o 1,37 % eram de uma mistura de raças. Do total da população o 0,64 % eram hispanos ou latinos de qualquer raça.